# Нулевой меридиан

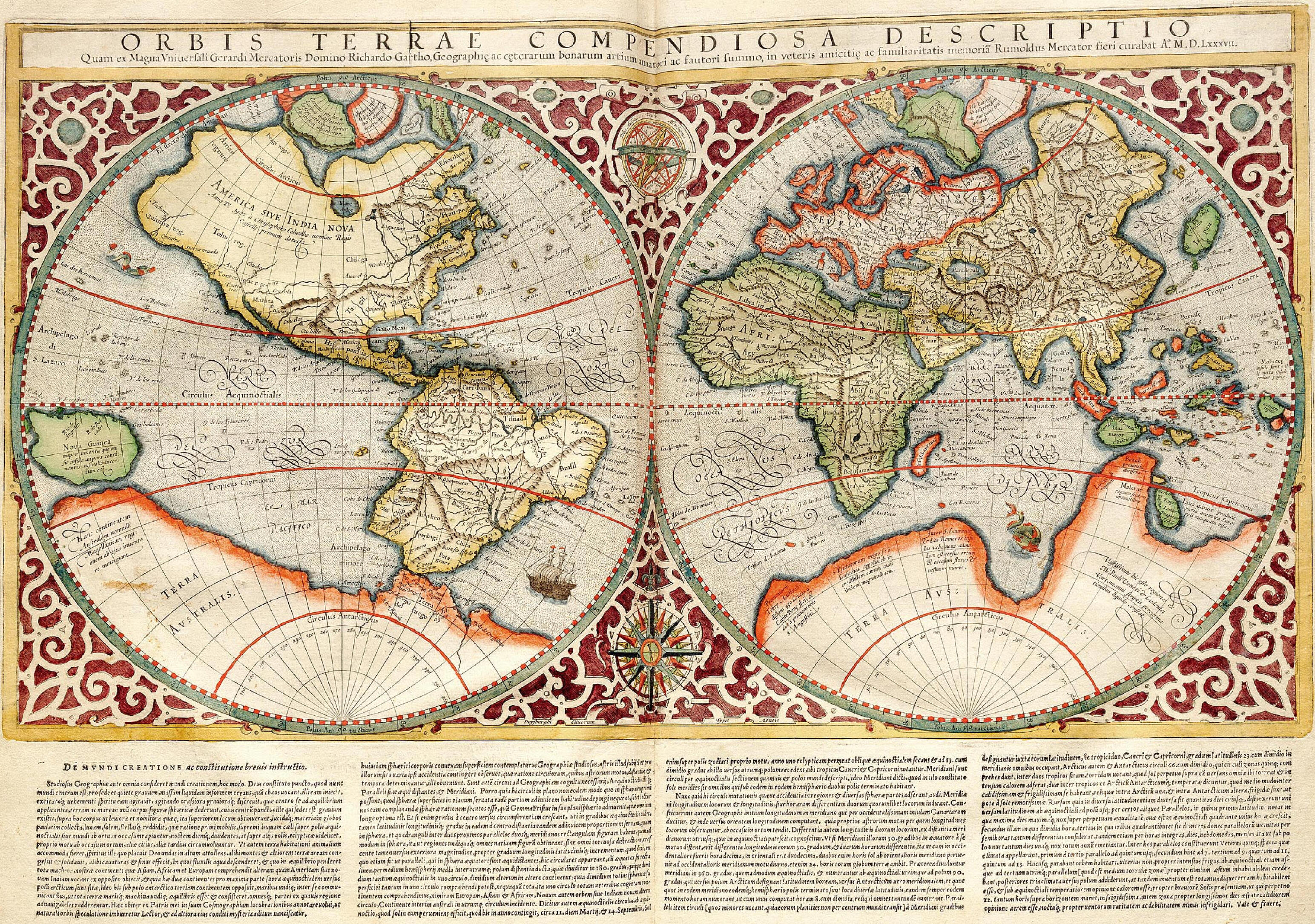
Герард Меркатор в Atlas Cosmographicae (1595) расположил нулевой меридиан чуть западнее острова Санта-Мария (примерно 25° з. д. по Гринвичу)

Нулево́й меридиа́н — географический меридиан, используемый как начало отсчёта географической долготы. Соответственно, долгота такого меридиана в принятой системе отсчёта равна нулю градусов.
В отличие от экватора, выбор нулевого меридиана не имеет никакого физического смысла, и определяется географом по собственному разумению. В определённые периоды истории использовалось несколько нулевых меридианов. Международное соглашение о едином нулевом меридиане было принято в 1884 году.
В настоящее время за нулевой меридиан Земли принят Международный опорный меридиан, проходящий примерно в 5,3″ к востоку от Гринвичского меридиана, рекомендованного в качестве нулевого в 1884 году.

## История
Возможно, первым астрономом, определившим разность между географическими точками по долготе, был Гиппарх, который в качестве точки отсчёта использовал о. Родос. Птолемей использовал как точку отсчёта мифические «Острова фортуны», обычно ассоциируемые с Канарскими островами.
В 1541 году Герард Меркатор на созданном им земном глобусе изобразил начальный меридиан, проходящим через о. Фуэртевентура (Канарские острова). На более поздних картах в качестве точки отсчёта использовались Азорские острова, а при создании географического атласа Абрахама Ортелия в 1570 году — острова Зелёного Мыса. В 1634 году на конференции, созванной кардиналом Ришельё, было предложено использовать самый западный остров Канарского архипелага, Иерро (Ферро).
Гринвичский меридиан впервые был установлен в качестве нулевого в 1851 году. Он проходит через ось пассажного инструмента Гринвичской обсерватории.

### Международные дискуссии
В 1871 году в Антверпене состоялся первый Международный географический конгресс, в одной из резолюций которого рекомендовалось принять в качестве нулевого меридиана для морских карт всех стран гринвичский меридиан, причём в течение ближайших пятнадцати лет. Для материковых карт и карт побережий предлагалось применять собственный нулевой меридиан. Уже к началу 1880-х годов двенадцать стран стали отсчитывать долготу от Гринвича на вновь публикуемых морских картах.
| Страна                   | Нулевой меридиан           | Нулевой меридиан               |
| Страна                   | морские карты              | материковые карты              |
| ------------------------ | -------------------------- | ------------------------------ |
| Австрия                  | Гринвич                    | Ферро                          |
| Бавария                  | —                          | Мюнхен                         |
| Бельгия                  | Гринвич                    | Брюссель                       |
| Бразилия                 | Гринвич, Рио-де-Жанейро    | Рио-де-Жанейро                 |
| Великобритания и колонии | Гринвич                    | Гринвич                        |
| Германия                 | Гринвич, Ферро             | Ферро                          |
| Дания                    | Гринвич, Копенгаген, Париж | Копенгаген                     |
| Индия                    | —                          | Гринвич                        |
| Испания                  | Кадис (Сан-Фернандо)       | Мадрид                         |
| Италия                   | Гринвич                    | Рим                            |
| Нидерланды               | Гринвич                    | Амстердам                      |
| Норвегия                 | Гринвич, Христиания        | Ферро, Христиания              |
| Португалия               | Лиссабон                   | Лиссабон                       |
| Россия                   | Гринвич, Пулково, Ферро    | Ферро, Пулково, Варшава, Париж |
| США                      | Гринвич                    | Гринвич, Вашингтон             |
| Франция и Алжир          | Париж                      | Париж                          |
| Швеция                   | Гринвич, Стокгольм, Париж  | Ферро, Стокгольм               |
| Швейцария                | —                          | Париж                          |
| Япония                   | Гринвич                    | Гринвич                        |

Оживлению дискуссий по поводу нулевого меридиана способствовала статья «Земное время», опубликованная в Канаде в 1876 году Сэнфордом Флемингом, руководителем инженерной службы канадской Тихоокеанской железной дороги. В статье высказывалась идея использования во всём мире единого времени. В 1878—1879 годах Флеминг прочёл две лекции в Канадском институте в Торонто. Первая называлась «Времяисчисление» и была подготовлена на основе статьи 1876 года. Вторая лекция под названием «Долгота и времяисчисление» имела подзаголовок «Несколько слов о выборе нулевого меридиана, общего для всех государств, в связи с времяисчислением». В этой лекции, в частности, обосновывался выбор в качестве нуля отсчёта меридиан, отстоящий от гринвичского на 180°. Лекции Флеминга вызвали интерес в научном мире, а по нулевому меридиану у оппонентов появились свои предложения, например, обсуждавшиеся на конгрессе в Венеции в 1881 году:
- пирамида Хеопса в Египте (профессор Чарлз Пьяцци Смит, королевский астроном Шотландии);
- Иерусалим (астрономы Болоньи);
- Берингов пролив (профессор Бомон, географ из Женевы).

После первого Международного географического конгресса вопрос о нулевом меридиане был одним из основных обсуждаемых вопросов на следующих международных форумах:
- 1875 год — II Международный географический конгресс (Париж);
- 1881 год — III Международный географический конгресс (Венеция);
- 1883 год — VII Международная геодезическая конференция (Рим);
- 1884 год — Вашингтонская конференция.

## Список нулевых меридианов
Для удобства сравнения указано приблизительное (округлённое) значение долготы в десятичных градусах.
| Расположение             | Долгота       | Название                                                | Примечание |
| ------------------------ | ------------- | ------------------------------------------------------- | --- |
| Берингов пролив          | −168,5°       |                                                         | Предлагался Пьером Жансеном (Франция) на Вашингтонской конференции в 1884 году                                                            |
| Вашингтон, США           | −77,1°        |                                                         | Меридиан военно-морской обсерватории США                                                                                                  |
| Рио-де-Жанейро, Бразилия | −43,2°        |                                                         | Согласно Атласу Бразилии 1909 года |
| Острова блаженных        | −25,7°        |                                                         | Использовался до Средних веков. Предлагался Пьером Жансеном (Франция) на Вашингтонской конференции в 1884 году                            |
| Остров Иерро (Ферро)     | −18,1° −17,7° | Меридиан Ферро                                          | 18°03′ з. д. Использовался Птолемеем в Geographia. Переопределен Францией на 17°39′46″ з. д. для разницы точно 20° с Парижским меридианом |
| Лиссабон                 | −9,1°         |                                                         | Португальский нулевой меридиан |
| Мадрид                   | −3,7°         | el meridiano de Madrid (с исп. — «Мадридский меридиан») | Испанский нулевой меридиан проходил через Мадридскую обсерваторию                                                                         |
| Гринвич                  | −0,0°         | United Kingdom Ordnance Survey Zero Meridian            | 0°00′05,33″ з. д. Меридиан Брэдли |
| Гринвич                  | −0,0°         | Гринвичский меридиан                                    | 0°00′05,3101″ з. д. Меридиан Эйри |
| Гринвич                  | 0,0°          | Опорный меридиан                                        | 0°00′00,00″ Точка отсчёта долготы Международной службой вращения Земли                                                                    |
| Париж                    | +2,3°         | Парижский меридиан                                      | 2°20′14,025″ в. д. |
| Брюссель                 | +4,4°         |                                                         | 4°22′4,71″ в. д. Бельгийский нулевой меридиан                                                                                             |
| Амстердам                | +4,9°         |                                                         | 4°53′ в. д. Проходит через Вестеркерк, использовался для определения времени в Нидерландах с 1909 по 1937 год                             |
| Осло (Христиания)        | +10,7°        |                                                         | [ 10 ] |
| Флоренция                | +11,2°        | Флорентийский меридиан                                  | Антипод меридиана, проходящего через Берингов пролив                                                                                      |
| Рим                      | +12,5°        | Меридиан Монте-Марио                                    | 12°27′08,4″ в. д. Использовался в датуме Roma 40                                                                                          |
| Копенгаген               | +12,6°        |                                                         | Проходит через Круглую башню |
| Неаполь                  | +14,3°        |                                                         | Упоминался на Вашингтонской конференции в 1884 году                                                                                       |
| Братислава               | +17,1°        | Братиславский меридиан                                  | Использовался Самуилом Миковини для отсчёта долготы на картах округов Венгрии и Словакии                                                  |
| Стокгольм                | +18,1°        |                                                         | Проходит через Стокгольмскую обсерваторию                                                                                                 |
| Варшава                  | +21,0°        | Варшавский меридиан                                     | 21°00′42″ в. д. Польский нулевой меридиан                                                                                                 |
| Александрия              | +29,9°        |                                                         | Использовался Птолемеем в «Альмагесте» |
| Санкт-Петербург          | +30,3°        | Пулковский меридиан                                     | 30°19′42,09″ в. д. Проходит через Пулковскую обсерваторию                                                                                 |
| Пирамида Хеопса          | +31,1°        |                                                         | Предлагался на Вашингтонской конференции в 1884 году                                                                                      |
| Мекка                    | +39,8°        |                                                         | Точка отсчёта долготы, использовавшаяся в арабском мире                                                                                   |
| Удджайн                  | +75,8°        |                                                         | С IV века использовался в Индии |
|                          | ±180,0°       |                                                         | Антипод Гринвичского меридиана. Предлагался Сэндфордом Флемингом (Канада) на Вашингтонской конференции в 1884 году                        |

## Нулевые меридианы некоторых других тел Солнечной системы
- Солнце: существуют разные системы координат.
- Луна: проходит через середину видимой стороны Луны, через кратер Брюс.
- Венера: определяется центральным пиком кратера Ариадна, с начала 1980-х[18].
- Марс: определяется центром кратера Эйри-0, с 1969 года[19].
- Меркурий: определён как лежащий ровно на 20 градусов к востоку от центра кратера Хун Каль[англ.][20].
- Плутон: определён как центр стороны Плутона, постоянно обращённой к Харону[20].